# Jean-Philippe Rameau
Jean-Philippe Rameau (phát âm tiếng Pháp: [ʒɑ̃filip ʁaˈmo]; 1683–1764) là một trong những nhà soạn nhạc, nghệ sĩ đàn organ, đàn clavecin, đàn violin, đàn harpsichord, nhà nghiên cứu lý thuyết âm nhạc, nhà sư phạm người Pháp thuộc thời kỳ Baroque quan trọng nhất. Ông được xem là người kế nhiệm Jean-Baptiste Lully về opera và kế nhiệm François Couperin về việc soạn nhạc cho đàn harpsichord.

## Cuộc đời và sự nghiệp
Jean-Philippe Rameau sinh ngày 25 tháng 9 năm 1683 tại Dijon (Pháp). Ông được người cha dạy nhạc ngay từ nhỏ, đồng thời tự học về hòa thanh và phức điệu. Khi trưởng thành, ông là nghệ sĩ đàn organ tại Nhà thờ Avignon, Clemont-Ferrand, Paris, Lyon. Từ năm 1723, ông sống và làm việc tại Paris, nổi tiếng là nghệ sĩ đàn organ giỏi nhất nước Pháp. Năm 1733, ông bắt đàu sáng tác với vở opera Hippolyte và Aricie thành công. Nhưng ông vẫn tiếp tục theo đuổi con đường bằng cách sáng tác thêm hơn 20 vở opera và opera-ballet, trong đó có vở Castor và Pollux và vở Ấn Độ hào hoa, Những tác phẩm đó tuy bị tranh cãi vì sử dụng phong cách dàn nhạc nhiều màu sắc và những kiểu hát nói (recitativ), nhưng đã giúp ông kế tục Jean-Baptiste Lully trong lĩnh vực opera Pháp. Năm 1737, Rameau mở trường dạy sáng tác âm nhạc. Năm 1745, ông được phong danh hiệu nhà soạn nhạc của triều đình.
Ông qua đời ngày 12 tháng 9 năm 1764 tại Paris (Pháp).

## Phong cách sáng tác
Sáng tác của Rameau thể hiện những nét tiêu biêu của văn hóa âm nhạc Pháp (tính mực thước, tính tạo hình và tính sân khấu), thanh nhã, cấu trúc rõ ràng, sử dụng nhiều tình tiết nhảy múa, tính châm biếm hài hước. Trong lịch sử âm nhạc, Rameau nổi tiếng trong thể loại nhạc cho đàn clavecin và là tác giả tiêu biểu của nhiều công trình lý thuyết âm nhạc, đặt nền móng cho lý thuyết kinh điển về hòa thanh.

## Các tác phẩm
Rameau để lại 35 tác phẩm âm nhạc sân khấu gồm những tác phẩm bi kịch trữ tình, opera-ballet, hài kịch-ballet,...), đáng chú ý có opera Hippolyte và Aricie (1733), Castor và Pollux (1737), Dardanus (1739), những vở opera-ballet Hội hè ở Hebé (1739), Pygmalion (1748), Những bất ngờ của tình yêu (1748), ballet anh hùng Ấn Độ hào hoa (1735); 10 bản cantata thế tục, ba bản motet; những bản concerto cho đàn clavecin và dàn hòa tấu thính phòng; tuyển tập những tiểu phẩm cho đàn clavecin; những cuốn sách lý thuyết âm nhạc, tiêu biểu có Hệ thống lý thuyết âm nhạc mới (1726), Luận văn vè những phương thức đệm đàn khác nhau (1732).